# Reprezentacja Nigerii w piłce siatkowej kobiet
Reprezentacja Nigerii w piłce siatkowej kobiet to narodowa reprezentacja tego kraju, reprezentująca go na arenie międzynarodowej.

## Osiągnięcia

### Mistrzostwa Afryki
- 2. miejsce – 1995, 1997, 2001, 2005
- 3. miejsce – 1993, 1999

### Igrzyska afrykańskie
- 1. miejsce – 2003
- 3. miejsce – 1995, 1999

## Udział i miejsca w imprezach

### Mistrzostwa Świata
| Rok  | Kraj           | Miejsce      |
| ---- | -------------- | ------------ |
| 1952 | ZSRR           | brak udziału |
| 1956 | Francja        | brak udziału |
| 1960 | Brazylia       | brak udziału |
| 1962 | ZSRR           | brak udziału |
| 1967 | Japonia        | brak udziału |
| 1970 | Bułgaria       | brak udziału |
| 1974 | Meksyk         | brak udziału |
| 1978 | ZSRR           | brak udziału |
| 1982 | Peru           | 23. miejsce  |
| 1986 | Czechosłowacja | brak udziału |
| 1990 | Chiny          | brak udziału |
| 1994 | Brazylia       | brak udziału |
| 1998 | Japonia        | brak udziału |
| 2002 | Niemcy         | brak udziału |
| 2006 | Japonia        | brak udziału |
| 2010 | Japonia        | brak udziału |
| 2014 | Włochy         | brak udziału |

### Mistrzostwa Afryki
| Rok  | Kraj     | Miejsce      |
| ---- | -------- | ------------ |
| 1976 | Egipt    | brak udziału |
| 1985 | Tunezja  | brak udziału |
| 1987 | Maroko   | brak udziału |
| 1991 | Egipt    | brak udziału |
| 1993 | Nigeria  | 3. miejsce   |
| 1995 | ???      | 2. miejsce   |
| 1997 | ???      | 2. miejsce   |
| 1999 | Nigeria  | 3. miejsce   |
| 2001 | Nigeria  | 2. miejsce   |
| 2003 | Kenia    | brak udziału |
| 2005 | Nigeria  | 2. miejsce   |
| 2007 | Kenia    | brak udziału |
| 2009 | Algieria | brak udziału |
| 2011 | Kenia    | 8. miejsce   |
| 2013 | Kenia    | brak udziału |
| 2015 | Kenia    | brak udziału |
| 2017 | Kamerun  | 7. miejsce   |

### Igrzyska afrykańskie
| Rok  | Kraj         | Miejsce    |
| ---- | ------------ | ---------- |
| 1978 | Algier       | ?          |
| 1987 | Nairobi      | ?          |
| 1991 | Kair         | ?          |
| 1995 | Harare       | 3. miejsce |
| 1999 | Johannesburg | 3. miejsce |
| 2003 | Abudża       | 1. miejsce |
| 2007 | Algier       | 7. miejsce |
| 2011 | Maputo       | 4. miejsce |
| 2015 | Brazzaville  | 7. miejsce |